# 中村達也 (声優)
中村 達也（なかむら たつや、8月8日 - ）は、日本の男性声優。静岡県出身。PACage新人所属。

## 経歴・人物
2016年7月よりオフィスPACに所属。
2025年3月24日、オフィスPACが法人解散するにあたり所属メンバーでPACageを設立し移籍した。
特技としてアーク溶接とフォークリフト、趣味としてスキーをそれぞれ挙げている。

## 出演

### テレビアニメ
- 幻想三國誌 -天元霊心記-（2022年、旅人B・男[初出 1]、村人[初出 2]）
- 永久少年 Eternal Boys（2023年、プロデューサー[初出 3]）
- ダンダダン（2025年、牧場主[初出 4]）

### ゲーム
- ドラゴンクエストXI 過ぎ去りし時を求めて S（2019年）
- ファイナルファンタジーVII リメイク（2020年）

### 吹き替え

#### 映画
- ウォー・マシーン: 戦争は話術だ!
- グースバンプス 呪われたハロウィーン
- クルエラ[4]
- 18歳の“やっちまえ”リスト[5]
- ジュマンジ/ネクスト・レベル[6]
- ジュラシック・ワールド/炎の王国（クルー1[7]）
- スリープレス・ナイト（ショーン・キャス〈ティップ・“T.I.”・ハリス〉）
- バード・ボックス
- 運び屋（アンドレス〈ソウル・ウエソ〉）
- フィール・ザ・ビート（英語版）
- プロジェクト・パワー[8]
- 目指せ! スーパースター[9]
- ライ麦畑で出会ったら

#### ドラマ
- ウエストワールド シーズン3（ジョー〈マイケル・フィリポウィッチ〉、フィリップス[10]）
- エージェント・オブ・シールド
- エレメンタリー ホームズ&ワトソン in NY
- 女刑事マーチェラ（エリック・ダヴィッドソン〈ジョシュア・ハードマン〉）
- クリミナル・マインド FBI行動分析課 シーズン13
- スーパーナチュラル シーズン13・14
- SCORPION/スコーピオン
- STARTUP スタートアップ（英語版） シーズン2・3
- TRUE DETECTIVE/迷宮捜査
- THE 100/ハンドレッド
- ビッグ・ショーのファミリー・ショー（ベネット〈アシフ・アリ〉[11]）
- THE FLASH/フラッシュ
- プリーチャー シーズン4[12]
- めちゃくちゃ恋するハンターズ[13]
- ラヴクラフトカントリー 恐怖の旅路（サミー 他[14]）
- リバーデイル（ホアキン〈ロブ・ラコ（英語版）〉 / ディルトン・ドイリー（英語版）〈メジャー・カーダ〉）
- ルナティックス 〜ぶっ飛んだ奴らの記録〜（英語版）（クエンティンの弟、ジャック[15]）
- LA's FINEST/ロサンゼルス捜査官[16]

#### アニメ
- ジェイコブと海の怪物
- ストレッチ・アームストロング&フレックス・ファイターズ（英語版）（サーキット）
- ビー・クール スクービー・ドゥー!
- ミッキーマウスとロードレーサーズ
- モータウンの魔法（英語版）
- ライオン・ガード

### 舞台
- PAC公演「真田風雲録」（2009年、築地本願寺ブディストホール) - 穴山小助 役
- ラックシアター公演「あけぼの町の空の下」（2010年4月9日 - 11日、座・高円寺2） - 馬込義彦 役
- 友達（アドリブ小劇場） - 長男 役

### 朗読劇
- patch-works presents Vol.3 朗読劇「から騒ぎ」（2017年4月1日・2日、TACCS1179）[17]

### 初出話一覧
1. ↑  第1話初出
2. ↑  第3話初出
3. ↑  第15話初出
4. ↑  第19話初出